# Johannes Anthonius Moesman
Johannes Anthonius Moesman, né le 25 décembre 1859 à Utrecht où il meurt le 9 janvier 1937, est un imprimeur lithographe et marchand d'estampes, photographe amateur et collectionneur néerlandais.

## Biographie

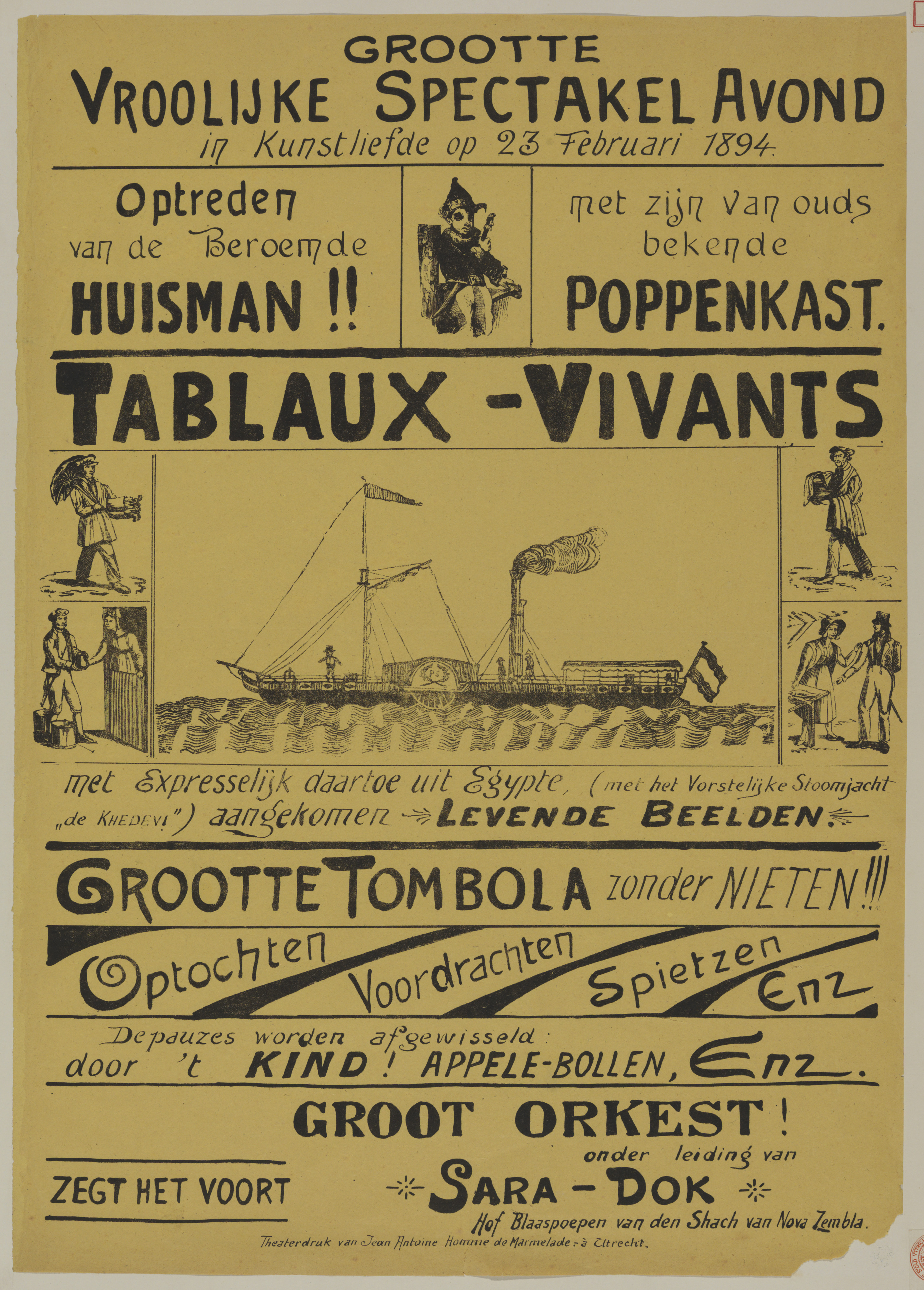
Affiche imprimée par Johannes Anthonius Moesman, annonce d'une soirée avec tableaux vivants à la Genootschap Kunstliefde, signée du pseudonyme "J. A. Homme de Marmelade", 1894.

Johannes Anthonius Moesman est l'un des quatre enfants d'Arnoldus Cornelis Moesman et de son épouse Ida Maria Paulina Leenen ; son père tient un magasin d'articles de papeterie au Voorstraat 9 à Utrecht. En 1877, il commence à travailler à l'imprimerie lithographique De Industrie où il restera 12 ans. Il ouvre sa propre imprimerie lithographique  dans la Voorstraat ; en 1894, il l'installe sur la place Neude, no  7, au centre de la ville, et y adjoint un magasin de gravures,.
Moesman a un vaste réseau de clients pour ses impressions lithographiques ; il conçoit, dessine et imprime pour des particuliers, pour la municipalité d'Utrecht, pour l'université et les associations d'étudiants, qu'il s'agisse d'affiches, de menus, d'invitations, de programmes, de papiers à en-tête, d'ex-libris, de diplômes, de certificats ou de brochures publicitaires. Il réalise lui-même le dessin (d'après ses propres œuvres ou d'après les croquis ou dessins d'un autre artiste), le texte calligraphié et la composition. Certaines de ses affiches sont signées en français "J. A. Homme de Marmelade", jeu de mots en français sur son patronyme : "Moes" (bouillie, marmelade) et "Man" (homme).
En 1881, Moesman devient membre de la Genootschap Kunstliefde, une association d'artistes et d'amateurs d'art d'Utrecht, où il joue un rôle actif ; il en est trésorier, assiste régulièrement aux soirées de dessin où il dessine d'après modèle, participe de 1885 à 1905 aux expositions annuelles des membres, avec des aquarelles ou des dessins.
Moesman est également un collectionneur passionné d'objets, d'affiches, d'imprimés, d'affiches de calendriers, de papiers divers liés à l'histoire de la ville d'Utrecht, mais aussi concernant la famille royale, la guerre du Transvaal. Son imprimerie / atelier / résidence sur la place Neude sert de lieu de stockage et d'exposition pour ses collections. Il collectionne également les timbres.
Moesman épouse le 12 octobre 1905 Diena Henderiena Johanna van Houten (1874-1944), fille d'un employé de bureau. Leur fille Johanna née en 1906 meurt à quelques mois ; leur fils unique, Johannes Hendrikus Moesman (1909-1988) deviendra un peintre surréaliste connu. L'épouse de Moesman souffre d'aphasie et de psychoses maniaco-dépressives et est admise à plusieurs reprises dans un établissement psychiatrique après des tentatives de suicide.
Johannes Anthonius Moesman meurt le 9 janvier 1937 à l'âge de 77 ans dans sa ville natale ; il est enterré au cimetière de Soestbergen.

## Le photographe
Johannes Anthonius Moesman a commencé à photographier dans les années 1880, en tant que photographe amateur ; il prend de nombreuses photos d'Utrecht, des paysages et bâtiments urbains ainsi que de la vie de la rue (marchés, foires, fêtes, défilés), à une époque où la vie quotidienne et l'aspect de la ville change (éclairage électrique, premières voitures, démolition de vieux bâtiments ...) ; ces images de Moesman offrent ainsi un aperçu inédit de la ville d'Utrecht au début du XXe siècle. À partir de ses photographies, il réalise lui-même des cartes postales qu'il vend dans son magasin.

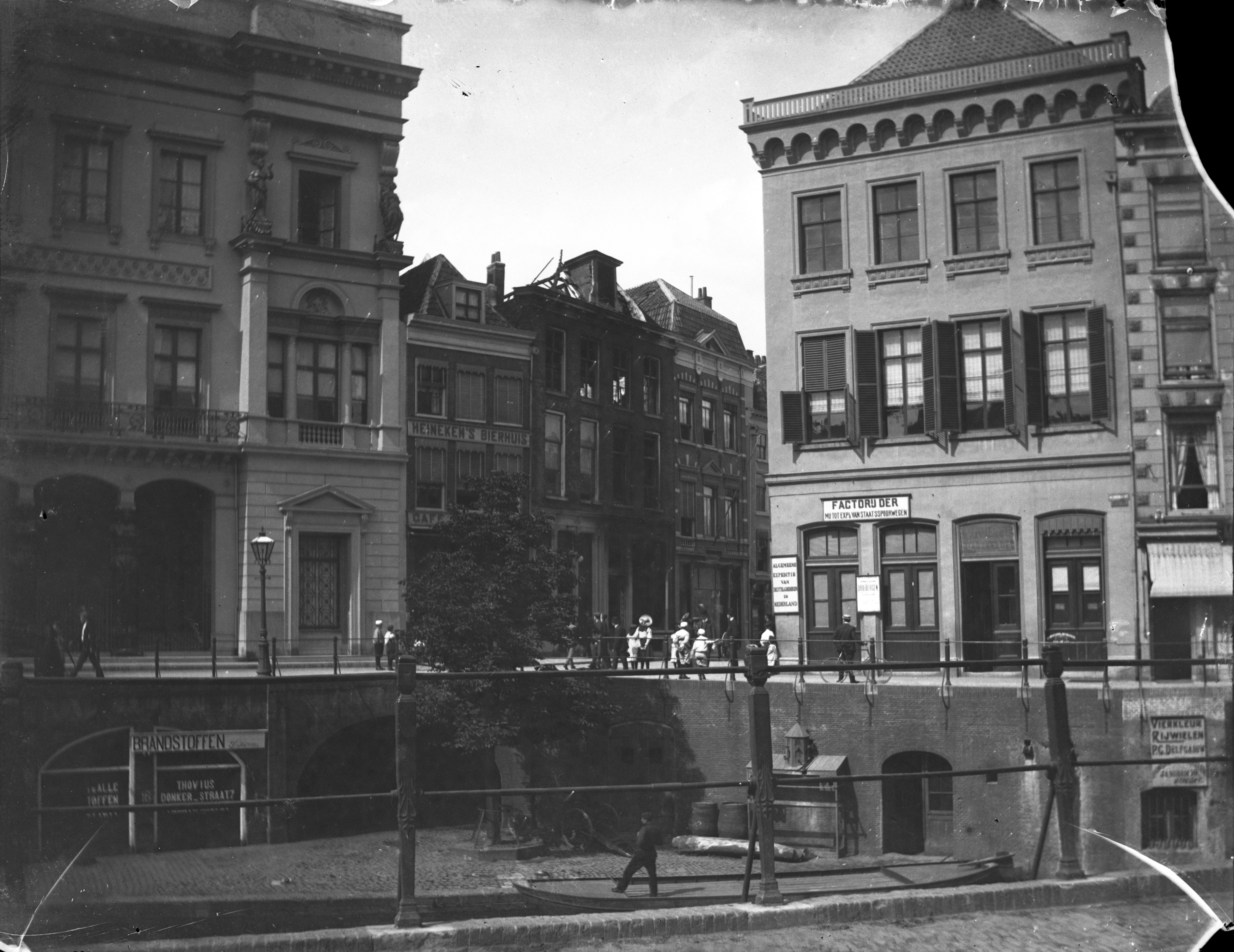
Vue du magasin De Volharding (Ganzenmarkt 3) à Utrecht après l'incendie du 25 juillet 1901.
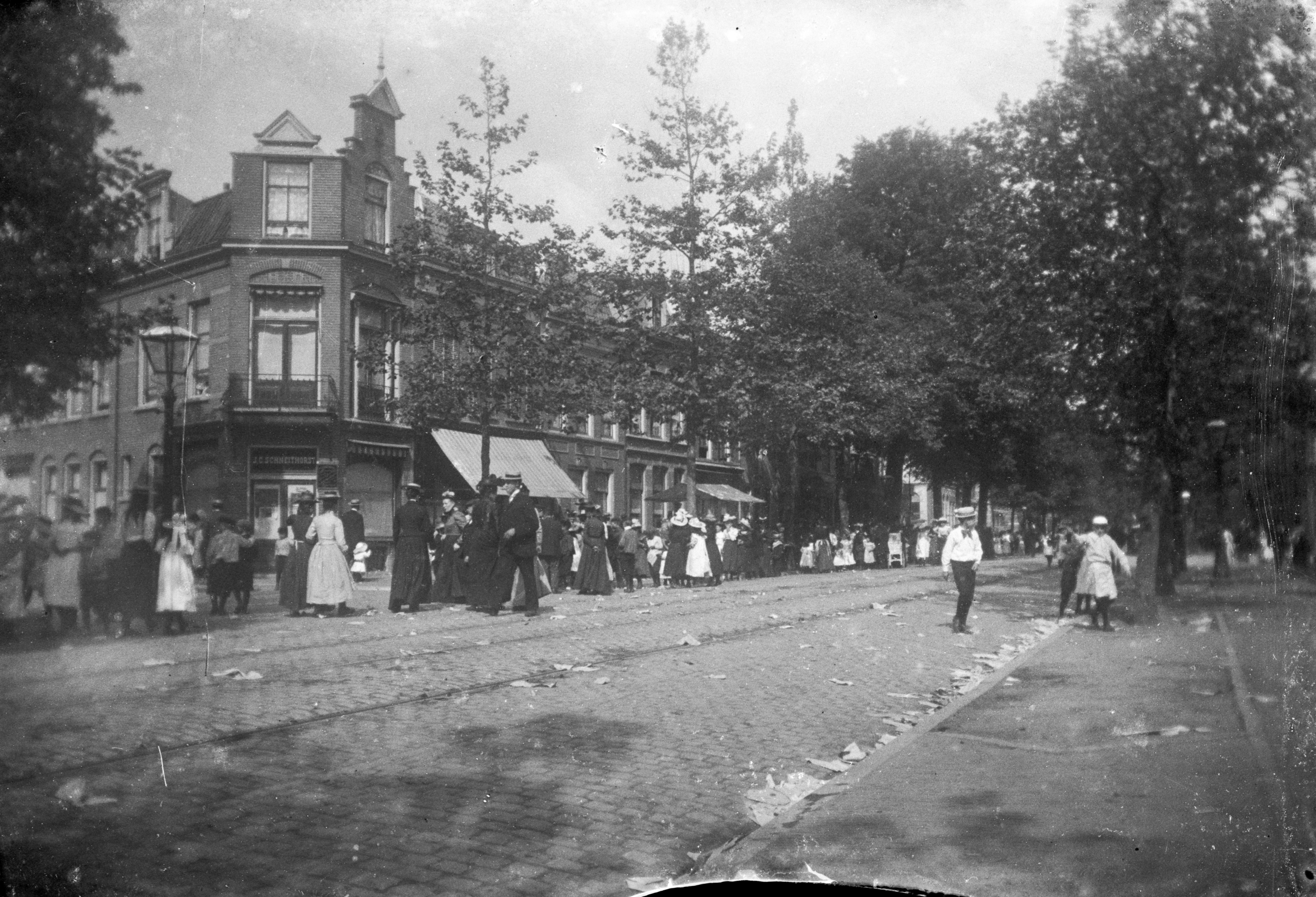
Vue de la Biltstraat à Utrecht, lors de la foire de la Pentecôte, 1903.
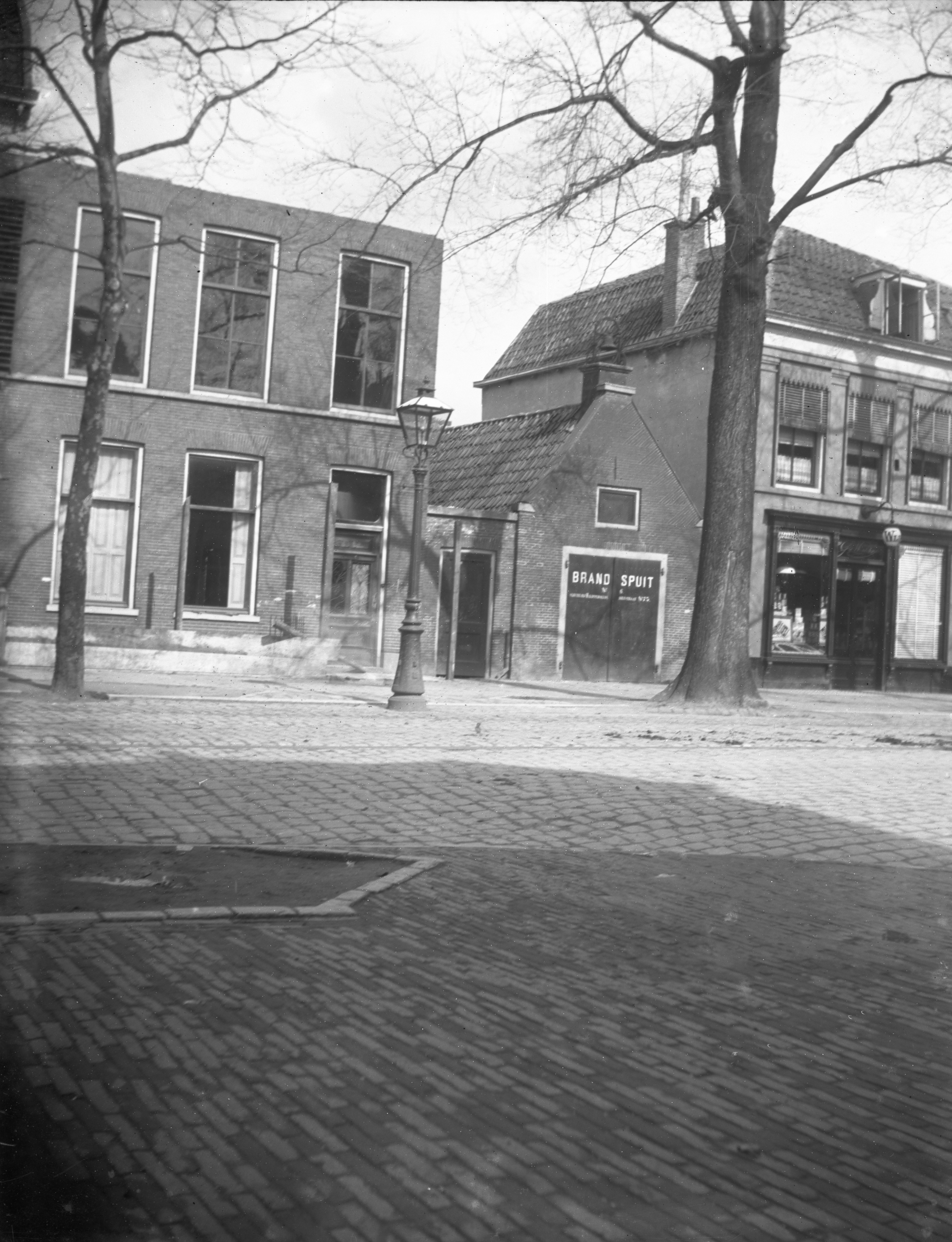
La Biltstraat vers 1905 avec la caserne des pompiers (maisons démolies pour la construction de l'Obrechtstraat).
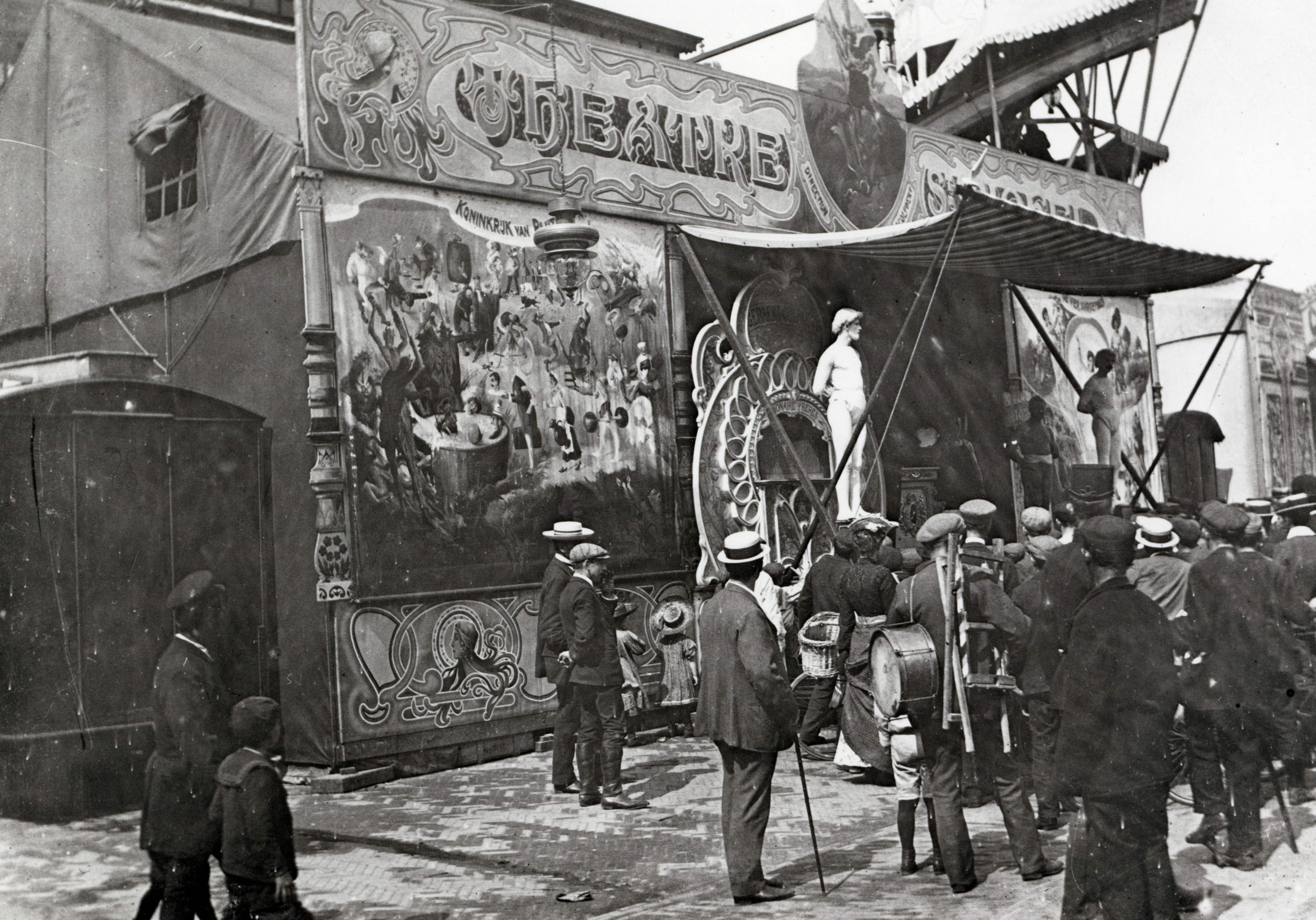
Foire sur la place Vredenburg à Utrecht, avec la tente de lutte du Théâtre St Michel, 1908.
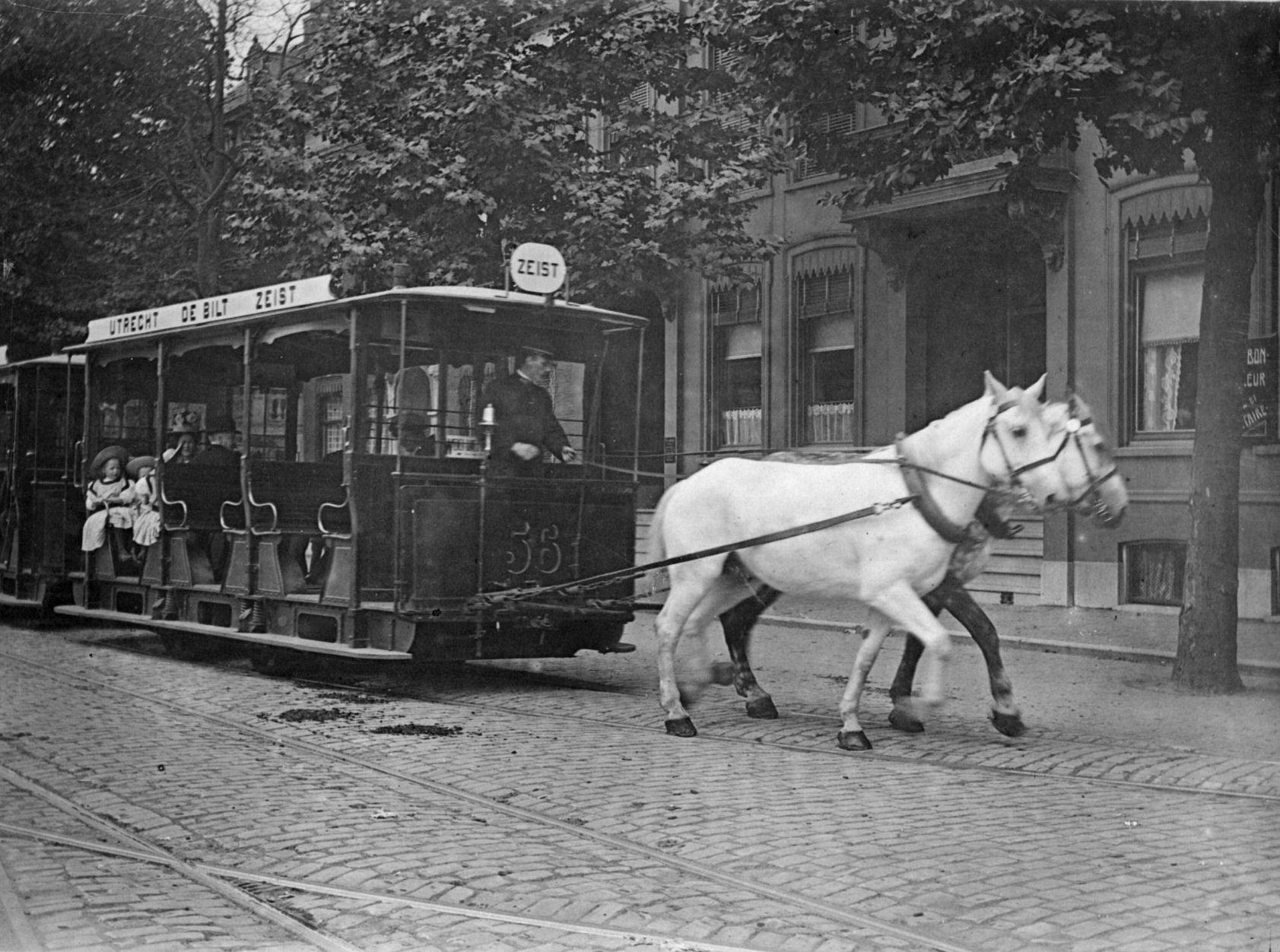
Tramway à chevaux sur la ligne d'Utrecht à Zeist, près de la gare centrale d'Utrecht, 1908.
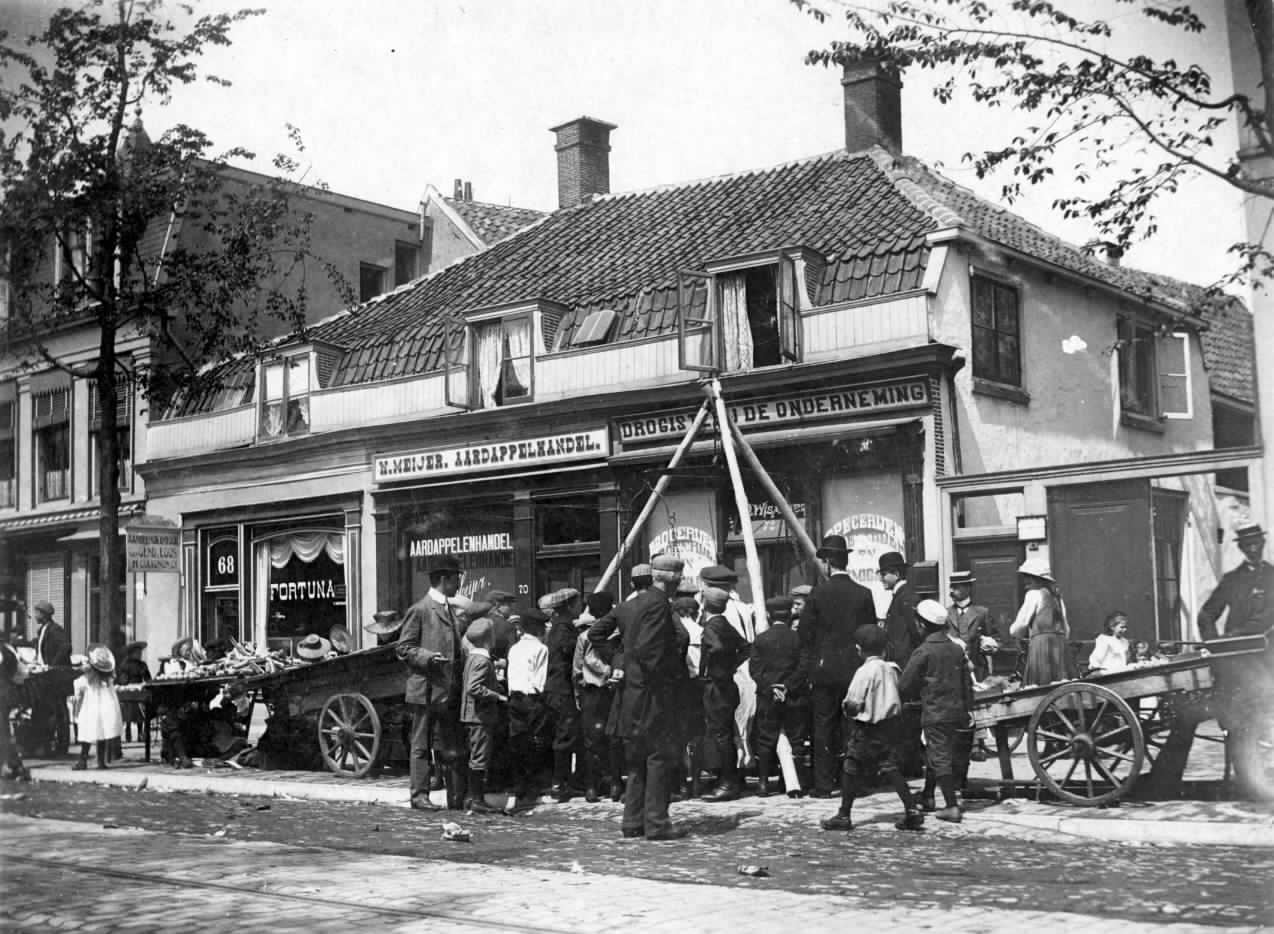
Vue de la Biltstraat, lors de la foire de la Pentecôte, entre 1903 et 1909.

## Collections
Une partie de l'œuvre photographique de Moesman, plusieurs centaines de photographies, est conservée aux Archives d'Utrecht (nl).

## Expositions
- 10 octobre 2024 - 27 avril 2025 : Utrecht door de lens van Moesman, Archives d'Utrecht[5].